# Erich Correns (químico)

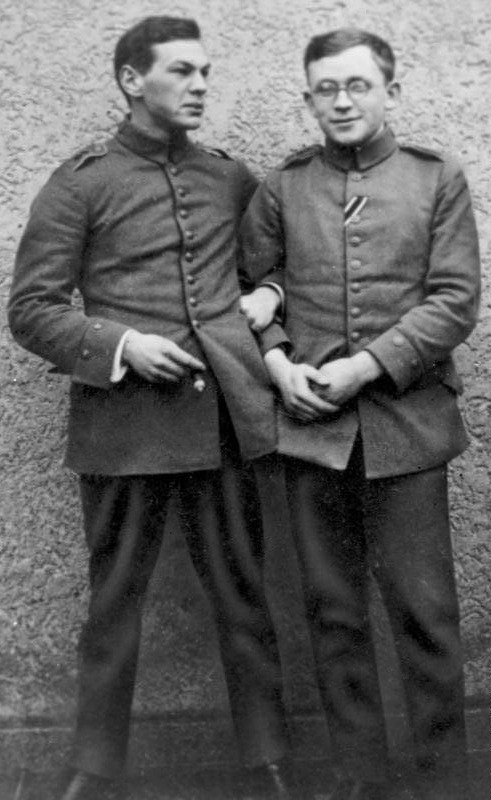
Correns (derecha) con Richard Sorge durante la Primera Guerra Mundial en 1915

Erich Paul Hubert Correns (12 de mayo de 1896-18 de mayo de 1981) fue un químico alemán y presidente del Frente Nacional de la República Democrática Alemana.

## Biografía
Correns nació en 1896 en Tubinga. Su padre era el biólogo Carl Correns. Después de asistir a la escuela primaria en Leipzig y Münster, completó su servicio militar. Participó en la Primera Guerra Mundial, donde conoció a Richard Sorge. De 1918 a 1922 estudió química, botánica y física en las universidades de Berlín y Tübingen. Obtuvo su doctorado y trabajó de 1922 a 1924 como asistente en el Instituto de Química Kaiser Wilhelm en Berlín y en el Instituto Kaiser Wilhelm para la Investigación del Cuero en Dresde, dirigido por Max Bergmann.
En 1925, Correns comenzó a trabajar como químico industrial en IG Farben en Elberfeld y en 1931 se convirtió en director de la planta de acetilcelulosa en Elberfeld. En 1933 fue nombrado director de la fábrica de cobre y seda artificial de Dormagen. Desde 1937 estuvo a cargo del establecimiento de Zellwolle- und Kunstseide GmbH en Rudolstadt-Schwarza, Turingia. Siguiendo las medidas de las autoridades, renunció como gerente de operaciones en 1939 y se convirtió en químico consultor en Thüringische Zellwolle AG. Su esposa judía fue arrestada el 24 de mayo de 1944, durante un viaje de negocios de Correns y murió un día después en la prisión de la Gestapo en Petersberg. Sus dos hijos no fueron llevados al campo de concentración. Por ello, y por su desconfianza hacia el papel que aún tenían los antiguos nazis en la Alemania Occidental después de la Segunda Guerra Mundial, Correns, que nunca fue comunista, participó en la fundación de la Alemania Oriental.
Después del final de la guerra, Correns se convirtió en director de la fábrica de pulpa y papel Rosenthal en Blankenstein en 1946. A partir de 1948 asumió la dirección de las fábricas de seda artificial de Turingia en Schwarza. En 1951, Correns se convirtió en director del Instituto de Investigación de Fibras de la Academia Alemana de Ciencias en Teltow. A partir de 1951 fue miembro de pleno derecho de la academia. Correns dirigió el instituto hasta 1962 y fue sucedido por Hermann Klare, quien más tarde sería presidente de la academia durante muchos años. De 1953 a 1959 ocupó una cátedra de tecnología química en la producción de pulpa en la Universidad Técnica de Dresde. En 1956, Correns se convirtió en doctor en la Universidad Humboldt de Berlín. En 1961 se retiró.
Correns fue presidente del Consejo Nacional del Frente Nacional desde 1950 hasta su muerte en 1981. Desde 1954 fue miembro del Volkskammer. En el mismo año, se convirtió en miembro de la junta central de la Sociedad para la Amistad Germano-Soviética y del consejo de la Kulturbund. Desde 1957 fue miembro del Consejo de Investigación y desde 1960 miembro del Consejo de Estado de la RDA. Fue cofundador de la revista Investigación de fibras y tecnología textil (posteriormente llamada Acta Polymerica).
En 1954, Correns fue uno de los primeros 22 personas en recibir la Orden Patriótica al Mérito en Oro, en 1965 nuevamente la Orden Patriótica al Mérito en Oro y en 1971 la Orden de Karl Marx. Cuando murió en 1981 fue enterrado en el Memorial Socialista del Cementerio Central de Friedrichsfelde en Lichtenberg.